# Прапор Рєпіно
Прапор внутришньоміської території міста федерального значення Санкт-Петербургу Російської Федерації — є розпізнавально-правовим знаком, який є офіційним символом внутришньоміської території міста та знаком єдності його населення.
Прапор затверджено 3 серпня 2006 року і внесено до Державного геральдичного регістра Російської Федерації з присвоєнням реєстраційного номера 2452.

## Опис
«Прапор муніципального утворення селище Рєпіно є прямокутним полотнищем із ставленням ширини прапора до довжини — 2:3, що відтворює композицію герба муніципального утворення селище Рєпіно в синьому, зеленому та жовтому кольорах».
Геральдичний опис герба свідчить: "«У блакитному (синьому, блакитному) полі з золотим краєм поверх всього — золота художня палітра з наскрізним отвором вгорі зліва, обтяжена вписаною знизу блакитною, великою хвилею, що біжить з нею, що виростає» .

## Символіка
Прапор складено на підставі герба муніципального утворення селище Репіно, відповідно до традицій та правил геральдики та відображає історичні, культурні, соціально-економічні, національні та інші місцеві традиції.
Селище Рєпіно названо на честь художника Іллі Рєпіна (символ золотої художньої палітри на прапорі муніципального утворення селище Рєпіно). Тут у будинку, де тривалий час він проживав, в 1940 році був створений Пенати (садиба), відроджений після закінчення Великої Вітчизняної війни Великої Вітчизняної війни. У 1899 році І. Є. Репін купив у Куоккалі невелику ділянку землі з будинком, який перебудував за власним проектом. Як згадував Рєпін, «всі побували тут». Справді, в репинський будинок приїжджали Максим Горький, В. В. Маяковський, Ф. І. Шаляпін, А. К. Глазунов, Б. В. Асаф'єв, А. І. Купрін, В. Г. Короленка, Д. І. Менделєєв, І. П. Павлов, І. М. Сеченов, К. І. Чуковський та інші багато відомих діячів науки і культури. У 1930 році І. Є. Репін помер і був похований у садибі «Пенати». До 1939 року селище Куоккала (фін. Kuokkala) входило до складу волості Теріокі Виборгська губернія Виборгської губернії (Фінляндія). Лазоряний і золото геральдичні кольори герба колишньої громади Теріокі.
1 жовтня 1948 року Указом Президії Верховної Ради РРФСР були об'єднані колишні фінські хутори: Куоккала, Тулокас, Канерва, Усикюля, Картано, Ахванайнен, Лутах'янтя та утворено селище Рєпіно. У 1957 році за проектом скульптора Г. Манізера тут, у сквері на Приморському шосе було встановлено погруддя художника.
У повоєнні роки селище розвивалося як із центрів курортної зони (символи сосни і морської хвилі на прапорі муніципального освіти селище Рєпіно). Неповторна краса мальовничого морського узбережжя Фінська затока, чудові золоті піски пляжів, сосновий ліс з чистим цілющим смолистим повітрям, прибережні тераси, м'який клімат — все це відкриває багаті можливості для відпочинку і лікування. Більшість місцевих жителів займаються обслуговуванням відпочиваючих. Тут розташовані пансіонати «Буревісник», «Зоря», «Балтієць», будинки творчості кінематографістів, композиторів, туристичний готель «Репинський», кардіологічний санаторій «Рєпіно», дачне господарство, літні майданчики дитячих садків і т. д.
Синій колір — істина, краса північної природи, чистого неба, безмежних просторів Фінської затоки, слава, честь, вірність, щирість, бездоганність, а також чистота морського повітря. Колір знання та надії.
Жовтий колір (золото) — сонячний світанок, золоті піщані пляжі на березі Фінської затоки, духовна велич, слава, інтелект, постійність, справедливість, чеснота, вірність.
Зелений колір — неповторна мальовнича природа морського узбережжя, відродження природи щовесни, радість, здоров'я.